# 過マンガン酸塩

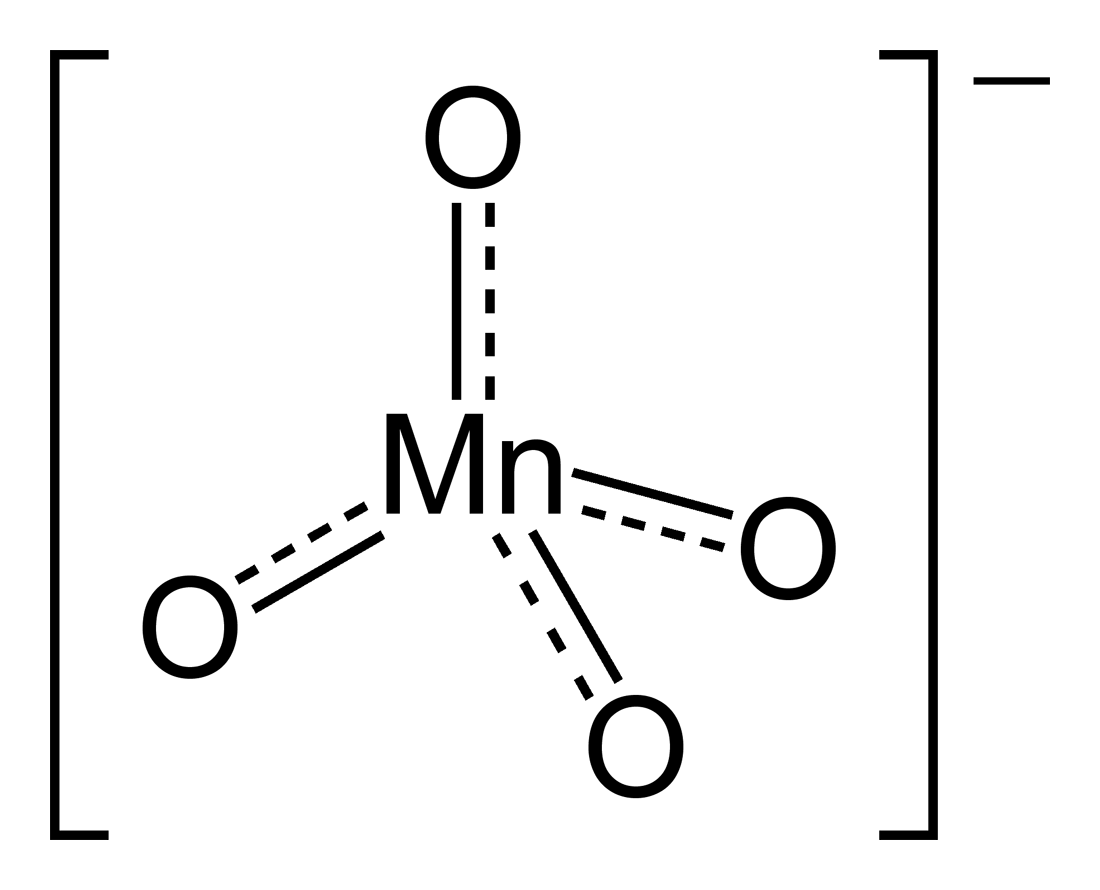
過マンガン酸イオンの構造式

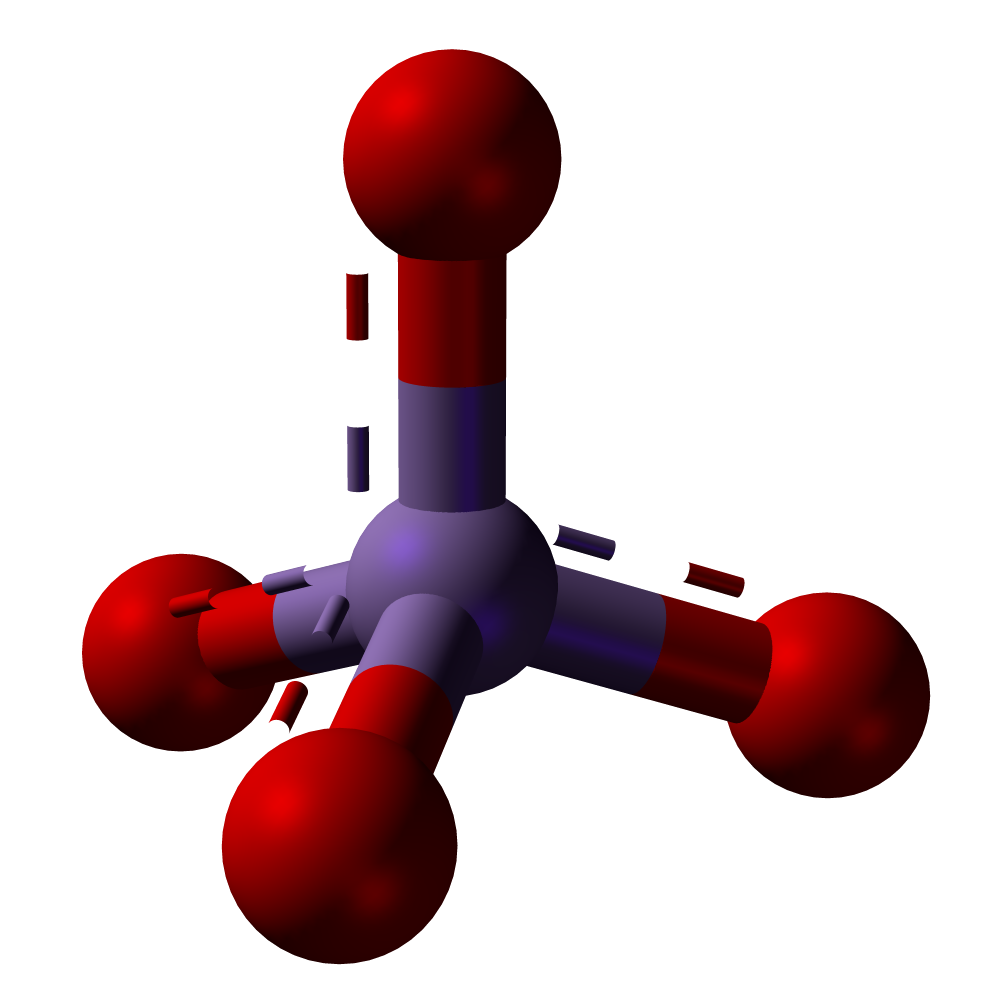
過マンガン酸イオンの球棒モデル

過マンガン酸塩（かまんがんさんえん、permanganate）とは、酸化数+7のマンガンのオキソ酸の塩に対する総称である。いずれも酸化力が非常に強いので酸化剤として用いられ、無機・有機化学用酸化剤、漂白剤、医療用殺菌剤などとして使用される。なお、遊離酸としての過マンガン酸は単離されていない。

## 性質
遊離酸としての過マンガン酸は単離されておらず、固体の過マンガン酸カリウムを濃硫酸と混合すると、粘稠で爆発性のある、非常に危険な酸化マンガン(VII) (Mn2O7) を生じる。また、水溶液も高濃度では不安定で分解しやすい。このため、いわゆる「硫酸酸性過マンガン酸カリウム水溶液」を調製する時には、必ず低濃度の過マンガン酸カリウム水溶液と希硫酸から調製する必要がある。
過マンガン酸カリウム溶液に過剰のアルカリ (OH-) を加えると緑色のマンガン酸イオン (MnO42-) を生じる。
このように過マンガン酸塩溶液は、黒色の酸化マンガン(IV) (MnO2) への変化を含めマンガンの酸化数に応じて種々色調を変えるため、「カメレオン液 (chameleon solution)」と呼ぶこともある。
多くの無機・有機化合物に対して酸化剤として作用する。酸性水溶液中で最も酸化力が強く、中性またはアルカリ性水溶液では酸性に比べ酸化力は減弱する。また、過マンガン酸イオン MnO4- は正四面体構造であり、可視部に吸収帯を持つ。

## 製法
過マンガン酸カリウムはマンガン酸カリウムを電解酸化して製造し、工業的には軟マンガン鉱 (MnO2) を水酸化カリウムに溶融し、空気酸化してマンガン酸カリウムとし、電解酸化または塩素により酸化して製造する。
他の過マンガン酸塩は一般に、過マンガン酸カリウムあるいは過マンガン酸バリウムを複分解して製造される。

## 用途
過マンガン酸塩は強力な酸化剤として、無機化学・有機化学を問わず利用される。多くの場合過マンガン酸塩は水溶液中で反応に用いられる。水中では困難な有機物の酸化反応においては、クラウンエーテル等をカリウムイオンにキレート配位させて油溶性を高めることにより極性の低い有機溶媒に可溶化し、非水溶液中で過マンガン酸塩による酸化反応を実施することもある。クラウンエーテルを用いて過マンガン酸カリウムを溶解させたベンゼンをパープルベンゼンと呼ぶ。
前述のように、過マンガン酸イオンは酸化還元反応により、マンガンの酸化数が変わることで色調が変化する。したがって、過マンガン酸イオンは酸化剤と指示薬の2つの役割を兼ね備えているので、酸化還元滴定（過マンガン酸カリウム滴定）やアルコール検知管など定量分析の分野でも広く使用される。
医療用殺菌剤などとして使用される機会は減っているが、希過マンガン酸カリウム溶液はカメレオン水と呼ばれることがある。
第二次世界大戦時、過マンガン酸カルシウムはZ液として、過酸化水素水の分解にて生じる水蒸気、酸素、熱を利用する「ヴァルター機関」の触媒として用いられた。

## 主な過マンガン酸塩
過マンガン酸塩類は消防法により、危険物・第1類に指定されている。
| カチオン              | IUPAC名                  | 分子式                                      | 融点           | 比重 | CAS登録番号 | 特徴 |
| --------------------- | ------------------------ | ------------------------------------------- | -------------- | ---- | ----------- | --- |
| カリウム              | potassium manganate(VII) | {\displaystyle {\ce {KMnO4}}}               | 50 ℃           | 2.7  | 7722-64-7   | 赤紫色斜方結晶で、"chameleon mineral" とも呼ばれる。水への溶解度は比較的小さい（14 g/100 g、冷水）、エタノール中で分解する。医療の分野では殺菌剤や収斂剤として用いられる。染料としては木材を茶色に染める際に用いられる。記事 過マンガン酸カリウムに詳しく記述。 |
| ナトリウム（3水和物） | sodium manganate(VII)    | {\displaystyle {\ce {NaMnO4\cdot 3H2O}}}    | 170℃ （分解）  | 2.46 | 10101-50-5  | ほとんど黒の赤橙色固体。水に易溶性で極めて潮解性が強い。エタノール中で分解する。3水和物か1水和物が市販されている。 |
| アンモニウム          | ammonium manganate(VII)  | {\displaystyle {\ce {NH4MnO4}}}             |                |      | 13446-10-1  | 赤紫色斜方結晶。乾燥した結晶は爆発しやすく、摩擦あるいは約 60 ℃以上で爆発的に分解する。 |
| 銀                    | silver manganate(VII)    | {\displaystyle {\ce {AgMnO4}}}              |                | 4.49 | 7783-98-4   | 光により分解しやすい。溶解度は約 9 g/L。エタノール中で分解する。ガスマスクの薬剤として使用される。 |
| 亜鉛 （6水和物）      | zinc manganate(VII)      | {\displaystyle {\ce {Zn(MnO4)2\cdot 6H2O}}} |                |      | 23414-72-4  | 6水和物は褐色かかった紫ないしは黒色結晶。3倍の水に溶解する。医療の分野では殺菌剤や収斂剤として用いられる。 |
| マグネシウム          | magnesium manganate(VII) | {\displaystyle {\ce {Mg(MnO4)2}}}           |                |      | 10377-62-5  | 水に易溶な青みがかった黒色結晶。重合用の触媒として用いられる。 |
| カルシウム            | calcium manganate(VII)   | {\displaystyle {\ce {Ca(MnO4)2}}}           | 140 ℃          | 2.4  | 10118-76-0  | 水に易溶で、潮解性のある暗紫色の結晶。KMnO4 に CaCl2 を作用させるか、Al(MnO4)3 に Ca(OH)2 を作用させて製造する。医療の分野では殺菌剤や収斂剤として用いられる。                                                                                                  |
| バリウム              | barium manganate(VII)    | {\displaystyle {\ce {Ba(MnO4)2}}}           | 220 ℃ （分解） | 3.77 | 7787-36-2   | 褐色がかった紫ないしは黒色斜方晶で水にやや溶けにくい。エタノール中で分解する。 |